# 第243步兵師 (德國國防軍)
德國國防軍陸軍第243步兵師（德語：243. Infanterie-Division）是納粹德國國防軍陸軍的一個步兵師。該師於1943年7月組建。
該師組建後，調至諾曼第防守，應對盟軍登陸。
該師最後於1944年6月諾曼第戰役期間被殲。

## 註腳
1. ↑  Mitcham（2007年）